# Žutovrati vrabac
Žutovratni vrabac (lat. Petronia xanthocollis) je vrsta vrapca iz roda Petronia. Autohton je u Sjevernoj Turskoj, a veće grupe ove vrste raširile su se u dijelovima Irana, Pakistana i Indije. Uglavnom nastava stabla pistacije i eukaliptusa, gdje bez većih napora pronalazi hranu i sigurno sklonište od većih, grabežljivih ptica i svojih prirodnih neprijatelja.

## vrste u roduPetronia
- Petronia petronia
- Petronia dentata
- Petronia pyrgita
- Petronia superciliaris

## vanjske poveznice
- http://www.birdguides.com/html/vidlib/species/Petronia_xanthocollis.htm  Arhivirana inačica izvorne stranice od 9. studenoga 2006. (Wayback Machine)

## drugi projekti
|  | Zajednički poslužitelj ima stranicu o temi Žutovratni vrabac |
|  | Wikivrste imaju podatke o taksonu žutovratnom vrapcu         |